# Dipterocarpus validus
Dipterocarpus validus — вид тропических деревьев из рода Диптерокарпус семейства Диптерокарповые.
Dipterocarpus validus произрастает в Филиппинах и Индонезии (Филиппинские острова, Сабах, индонезийский Калимантан). Этот вид распространён как в первичных, так и в вторичных лесах, часто встречается вдоль рек и в пресноводных болотах. Обычно произрастает на высоте до 300 метров над уровне моря.
Охранный статус Dipterocarpus validus — CR — виды, находящиеся на грани полного исчезновения.